# سوزانا بروغر
سوزانا بروغر (بالدنماركية: Suzanne Brøgger)‏ (18 نوفمبر 1944، كوبنهاغن في الدنمارك)؛ كاتِبة ومؤلِّفة، كاتبة سيناريو، صحفية، ممثلة، مغنية وشاعرة دنماركية.

## روابط خارجية
- سوزانا بروغر على موقع IMDb (الإنجليزية)
- سوزانا بروغر على موقع الموسوعة البريطانية (الإنجليزية)
- سوزانا بروغر على موقع أول موفي (الإنجليزية)
- سوزانا بروغر على موقع قاعدة بيانات الأفلام السويدية (السويدية)